# فريدريش جوتلوب شولتسه
فريدريش جوزيف شولز (بالألمانية: Friedrich Gottlob Schulze)‏ (و. 1795 – 1860 م) هو اقتصادي، وأستاذ جامعي، وفلاح ألماني، توفي في ينا، عن عمر يناهز 65 عاماً.

## التعليم
تعلم في جامعة لايبتزغ، وجامعة ينا.